# 政治活動家
政治活動家（せいじかつどうか、英: political activist）とは、政治家以外で政治問題に対して積極的に関わっている者の総称である。

## 概要
政治運動家（せいじうんどうか）とも呼ばれる。単に、活動家、運動家、アクチーブ、アクティビストとも呼ばれる。
主に選挙立候補予定者などを指すものが多いが、広い意味では政党の党員（特に非議員の専従活動家）、政治団体役員・会員、社会運動家、学生運動家、市民活動家、右翼団体・左翼団体の構成員も政治活動家と言える。そのほか企業内の労働組合などから政治活動家が輩出されることもあるが、一般的に企業内での政治活動は悪であるという見方も強い。

## 政治活動家の立場
直接政治に携わる政治家や官僚では無いので公人とは言えないが、言論などを通じて間接的に政治に影響を与えているため公人に準じた扱いをすることがある。広い意味での公人であるみなし公人として扱う事があるが、政治活動家は前述のみなし公人とは異なり政治に影響を与えているため、政治に携わっていないみなし公人を公人に含めない場合でも、公人に準じた扱いを受けることがある。